# Cosme Velho
Le Cosme Velho est un quartier de Rio de Janeiro, au Brésil. Quartier traditionnel de la zone sud, il est situé près de Laranjeiras, et sa rue principale, la rua Cosme Velho, est le prolongement de la rua das Laranjeiras. C'est un petit quartier mais avec un grand potentiel touristique. C'est là en effet que se trouve la gare du chemin de fer du Corcovado dont le train amène les touristes vers la statue du Christ Rédempteur, un des symboles de la ville. Un autre lieu touristique : le Largo do Boticário. Il est composé de sept maisons de style néo-colonial construites en 1920. Les maisons sont construites avec des matériaux de récupération des constructions du centre-ville, qui ont été démolies. À l'entrée du Largo se trouvent deux maisons de la première moitié du XIXe siècle.
L'habitant le plus célèbre du quartier est l'écrivain Machado de Assis, surnommé Bruxo do Cosme Velho (« sorcier du Cosme Velho »). Sa maison a été détruite pour construire à la place un immeuble résidentiel.